# Abes
Abes (en llatí Abae, en grec antic Ἄβαι) era una antiga ciutat de la Fòcida prop de la frontera de la Lòcrida Opúncia, suposadament fundada pel llegendari rei d'Argos Abant, fill de Linceu i d'Hipermnestra.
Prop de la ciutat, a la via que anava a Hiàmpolis, hi havia un antic temple dedicat a Apol·lo Abes, amb un oracle, l'Oracle d'Abes, del que Apol·lo en va treure l'epítet. Aquest oracle va ser molt famós i va ser consultat pel rei Cressos i per Mardoni. El temple va ser destruït pel foc pels perses (480 aC) i reconstruït, però altra vegada destruït pels beocis durant la guerra sagrada (346 aC). Hadrià hi ha ver construir un petit temple al costat de les runes de l'antic.
Pausànias va veure encara l'àgora de la ciutat i l'antic teatre. Estrabó diu que eren un poble traci que va emigrar a Eubea i allí van prendre el nom d'abants, de la ciutat d'on procedien. I en un altre lloc diu que eren tracis que al fundar la ciutat d'Abes van agafar el seu nom.